# 卤酸盐
卤酸盐是指卤素的含氧酸盐，包含次卤酸盐（XO-）、亚卤酸盐（XO2-）、卤酸盐（XO3-）和高卤酸盐（XO4-）。狭义上，卤酸盐特指含+5价卤素的含氧酸盐。
卤素所存在的含氧酸如下表：
| 卤原子价态 | 氟的含氧酸 | 氯的含氧酸 | 溴的含氧酸 | 碘的含氧酸         | 砹的含氧酸 |
| ---------- | ---------- | ---------- | ---------- | ------------------ | ---------- |
| -1         | HOF        |            |            |                    |            |
| +1         |            | HOCl       | HOBr       | HOI                |            |
| +3         |            | HClO2      | HBrO2      | HIO2               |            |
| +5         |            | HClO3      | HBrO3      | HIO3               | HAtO3      |
| +7         |            | HClO4      | HBrO4      | HIO4 H7I5O14 H5IO6 | H5AtO6     |

其中，HIO3和H5IO6都可以形成酸式盐。

## 物理性质
卤素的含氧酸根离子都是无色的。其中氯酸盐和高氯酸盐在水中都有很好的溶解度，过渡金属盐类通常易潮解。而碘酸盐的溶解度较差。

## 化学性质
卤素的含氧酸盐都具有强氧化性，它们所对应的酸在热力学上没有所对应的盐稳定。
卤酸钡和硫酸反应，可以得到相应的含氧酸：
Ba(XOn)2 + H2SO4 → BaSO4↓ + 2 HXOn

## 应用
- 次氯酸钠和亚氯酸钠常用于消毒、漂白等。次氯酸钠还是化学上常用的强氧化剂。
- 氯酸钾常用于制造焰火、炸药，也用于实验室制备氧气
- 高氯酸钾常用于制造焰火、炸药。
- 无水高氯酸镁用于干燥剂。
- 碘酸钾可以添加到食盐内来补碘，它也是分析化学上的常用试剂。
- 溴酸钾作为氧化剂，常用于分析化学上。